# 福永英二
福永 英二（ふくなが えいじ、1909年8月11日 - 2002年11月18日）は、朝日新聞記者、翻訳家であり、アフリカとの民間外交も担った。
山口県生まれ。1936年早稲田大学法学部卒。1939年パリ大学修了、朝日新聞社入社、欧米部員、海外特派員などを経て、1956年退社。在フランス日本大使館勤務ののち、1959年社団法人日本アフリカ協会専務理事。1985年日本とアフリカの民間外交の功績で勲三等瑞宝章を受章（『日本企業の体験的アフリカ』略歴）。ほかフランス語の翻訳も行った。
2002年11月18日、心不全のため死去。

## 編著
- 日本企業の体験的アフリカ 1986.9 (有斐閣ビジネス)

## 翻訳
- 青麦 コレツト 春陽堂文庫 1936 「青い麦」東方社 1954
- フランス民主主義発展史 シャルル・セーニョボス 新関岳雄共訳 月曜書房 1951
- 結婚について レオン・ブルム 新関岳雄共訳 ダヴィッド社 1951 のち角川文庫
- 若き世代に与う レオン・ブルム 清水三郎次共訳 ダヴィッド社 1952
- 民族の心 国民性はいかにして形づくられたか アンドレ・シーグフリード ダヴィッド社 1953
- モスクワゆき旅券 ミシェル・ゴルデー 上原和夫共訳 岩波書店 1954
- 西欧の精神 A.シーグフリード 1961 (角川文庫)